# Privas
Privas es una localidad y comuna francesa, situada en el departamento de Ardèche y en la región de Auvernia-Ródano-Alpes.

## Geografía
Se sitúa al pie de la meseta de Coiron, en el valle del Ouvèze. El topónimo en francés es Privas y en occitano Privàs. Sus habitantes se llaman, en francés, privadois.

## Historia
En la época merovingia se edificó un fuerte y algunas casas en las faldas del Mont-Toulon.
Desde el siglo X era propiedad de los condes de Toulouse, que cedieron el feudo al señor de Poitiers, conde de Valentinois. En el siglo XI, el señor de Privas construyó las murallas que circundan el fuerte y una aldea feudal con dos barrios: Bize y Clastre.
En 1281, Aymar de Poitiers acordó una carta de franquicia, renovada por su hijo en 1309. De esta forma la ciudad obtenía garantías para sus derechos económicos, fiscales y militares.
En el siglo XIII, Privas creció con fuerza, extendiéndose hacia el este y apareciendo los barrios de Claux y Mazel.
En el siglo XVI, la Reforma religiosa se implantó profundamente en Privas. Fue un movimiento popular adoptado por numerosas personas de la nobleza y la alta burguesía. Se transformó en un centro protestante muy importante y en un símbolo de resistencia a la monarquía. Se la llamó Rempart de la Réforme (baluarte de la reforma). A este éxito protestante siguió una durísima represión. En 1629] la ciudad es casi destruida por las tropas de Luis XIII. Muchos habitantes fueron ejecutados o enviados a galeras. Otros, cerca de un quinto de la población protestante, huían a Ginebra. Pero el movimiento protestante resistió pese a la represión, y durante casi setenta años no se celebró el rito católico en Privas. A los resistentes se les llamó camisards, y se sublevaron en los Cévennes y el macizo de Boutières, resistiendo de 1704 a 1709. Luis XIV envió a los regimientos de dragones que ejercieron una nueva represión, que provocó la marcha de 500 000 protestantes de la región a Suiza.
En el siglo XVIII el país se reorganiza y conoce una cierta prosperidad. En lo religioso, el Edicto de Tolerancia de Luis XVI permite que reviva el protestantismo. En lo político, aparecen los Etats du Vivarais, una asamblea compuesta por diez nobles y representantes de las villas de la región, que trata sobre todo de temas fiscales. Pero al hacerlo también fomenta la agricultura, la industria y la creación de vías de transporte. Es en esta época cuando surge la industria sedera en Privas, que aumenta con las plantaciones de moreras.
En 1789 hay en el Vivarais deseos de mayor libertad y justicia, pero no apoyo a una revolución. La fe religiosa sigue firme. Hay actividad contra la revolución de 1790 a 1792. En 1794 se guillotina en Privas a nobles, sacerdotes y monjas. El imperio es bien recibido, al restablecer el orden.
La sericultura sufre un gran golpe en 1855, por la conjunción de plagas de los gusanos y competencia de las importaciones de Extremo Oriente. Sin embargo la industria textil aprovecha las sedas importadas y la mano de obra especializada para continuar su actividad. En los años 1860 se desarrolla una actividad minera en torno al hierro, pero las reservas se agotarán pronto. Una tercera crisis sigue en los años 1870: la filoxera ataca las viñas.

## Demografía
| 1962  | 1968   | 1975   | 1982   | 1990   | 1999  | 2010  |
| ----- | ------ | ------ | ------ | ------ | ----- | ----- |
| 8.663 | 10.080 | 10.808 | 10.345 | 10.080 | 9.170 | 8.369 |

| 1962   | 1968   | 1975   | 1982   | 1990   | 1999   | 2010   |
| ------ | ------ | ------ | ------ | ------ | ------ | ------ |
| 11.470 | 12.964 | 14.059 | 14.726 | 15.193 | 14.752 | 18.475 |

## Administración y política
En el referendo sobre la Constitución Europea ganó el no con un 55,08% de los votos.
Algunos resultados electorales recientes (primeras vueltas del sistema francés):
| Extrema izquierda | Lista de izquierda (socialistas, comunistas y otros) | Ecologistas | Derecha tradicional | Frente Nacional | Extrema derecha | otros |
| ----------------- | ---------------------------------------------------- | ----------- | ------------------- | --------------- | --------------- | ----- |
| 4,5%              | 39,6%                                                | 7,2%        | 32,1%               | 13,3%           | 1,5%            | 1,9%  |

| Partido Comunista Francés | Partido Socialista Francés | UMP (Derecha tradicional) | Frente Nacional | otros |
| ------------------------- | -------------------------- | ------------------------- | --------------- | ----- |
| 6,7%                      | 45,8%                      | 29,4%                     | 10,8%           | 7,3%  |

## Economía
Según el censo de 1999, la distribución de la población activa por sectores era:
| agricultura | industria | construcción | servicios |
| ----------- | --------- | ------------ | --------- |
| 0,9%        | 13,5%     | 4,7%         | 81,0%     |

Se declara capital mundial del marrón-glacé. En 1882, un empresario local, Clément Faugier, comenzó la fabricación de este derivado de la castaña. También se fabrican otros productos con base en este fruto: crema de castaña, puré, castañas con coñac.
Dispone de una zona de actividades en Plaine du Lac, establecida en la década de 1970, que actualmente acoge 100 empresas y 1500 empleos.

## Hermanamientos
- Tortona (Italia)
- Weilburg (Alemania)
- Wetherby (Reino Unido)
- Zevenaar (Países Bajos)